# کیومرث سرمدی
کیومرث سرمدی واله سیاستمدار ایرانی در دوره یازدهم مجلس شورای اسلامی با اخذ ۲۶.۱۱۱ رای (۵۴ درصد) منتخب مردم شهرستان اسدآباد شد.